# Le Cri Socialiste
Le Cri Socialiste (El Crit Socialista) fou el nom que va prendre a partir de novembre de 1936 el setmanari de Perpinyà Le Cri Catalan, ja com a òrgan oficial de la Secció Francesa de la Internacional Obrera, dirigit per Joan Payrà. Des d'octubre del 1936 esdevingué l'òrgan de la Federació Socialista del departament dels Pirineus Orientals. Es va deixar d'editar durant l'ocupació francesa en la Segona Guerra Mundial, però s'ha tornat a editar des del novembre del 1944.